# Herz-Jesu-Kirche (Eschweiler-Ost)

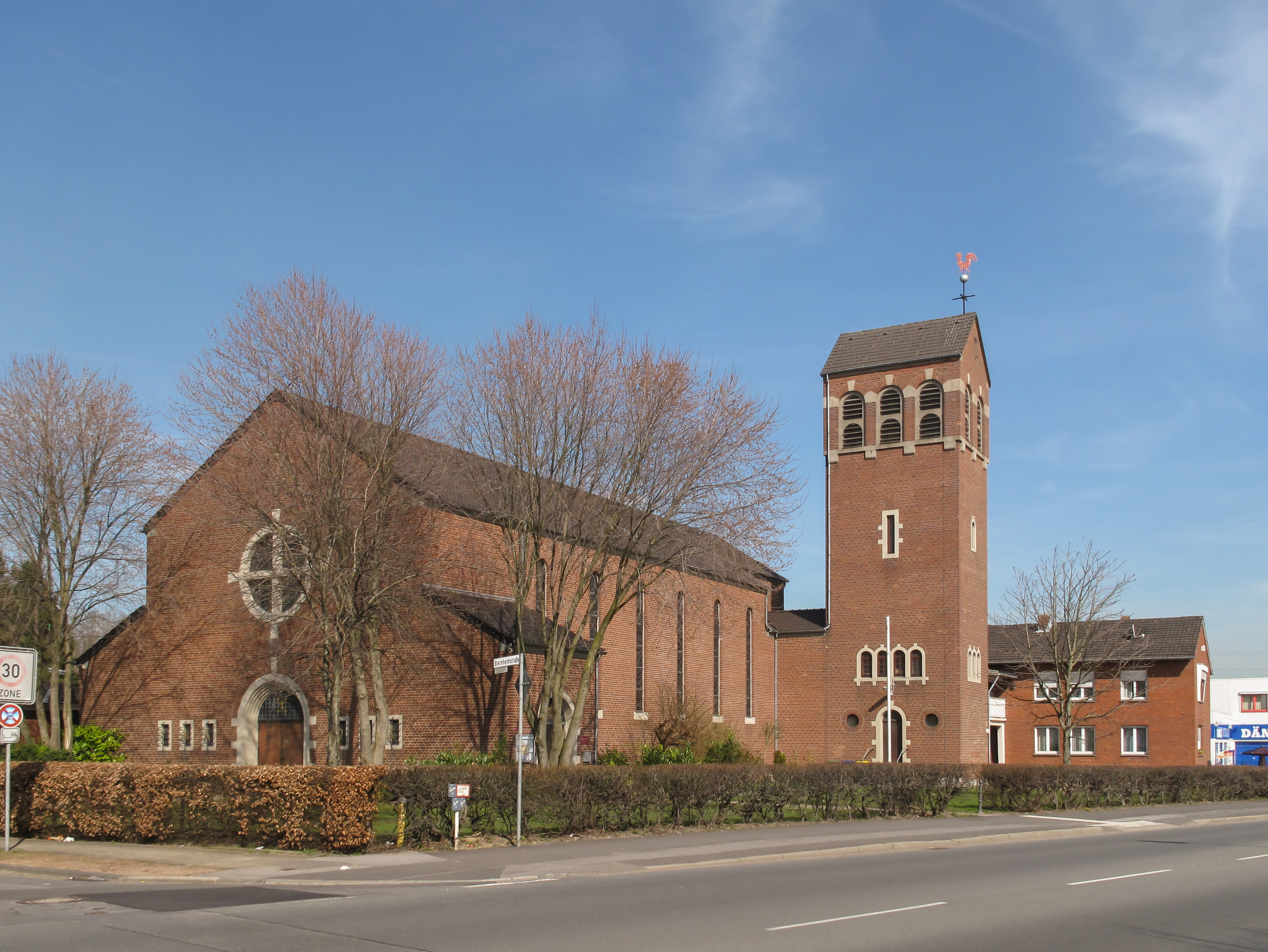
Außenansicht

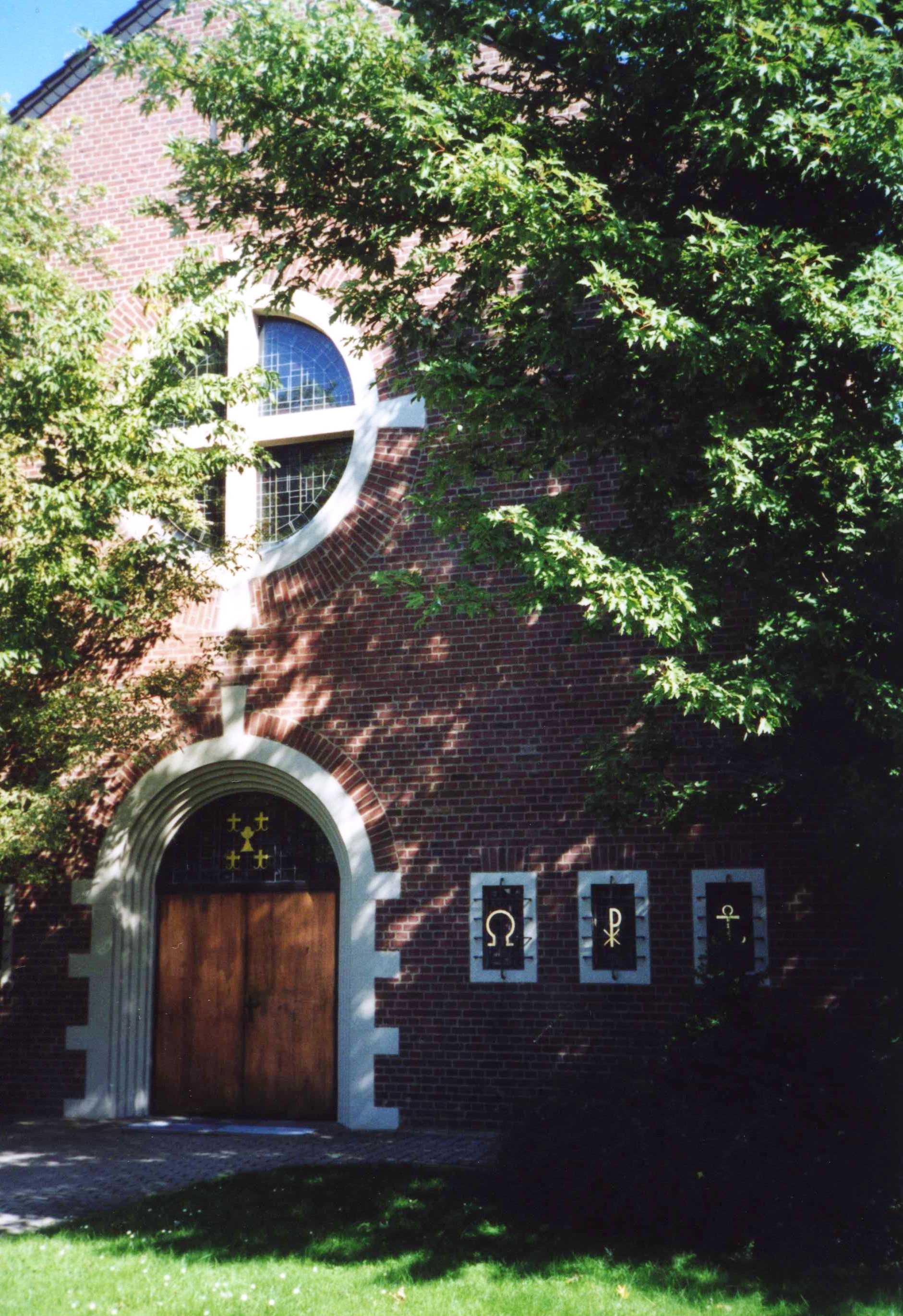
Haupteingang

Die Herz-Jesu-Kirche war bis zu ihrer Entweihung eine katholische Filialkirche in Eschweiler-Ost, einem Stadtteil von Eschweiler in der Städteregion Aachen. 
Die Gemeinde gehörte zur katholischen Kirchengemeinde St. Peter und Paul im Dekanat Eschweiler. Das Gebäude wurde in der Zeit des Nationalsozialismus errichtet.

## Geschichte
Aufgrund der einwohnerstarken Bergmannssiedlungen am Ostrand Eschweilers im Bereich des Wetterschachts wuchs die Pfarre St. Peter und Paul in den 1920er Jahren stetig an. Die Gemeinde bestand aus Einheimischen, gemischt mit Saarländern, Polen und Schlesiern, welche hier wegen der Kohlenbergwerke ihren Lebensunterhalt und eine neue Heimat gefunden hatten.
So begann 1938  der Bau der Herz-Jesu-Kirche im Stadtteil Ost. Wegen des Baus des Westwalls rund 20 km südwestlich von Eschweiler entfernt wurden die Bauarbeiten für Monate unterbrochen und dann fortgesetzt, so dass die Kirche 1939 fertiggestellt werden konnte. Im gleichen Jahr entstand der Seelsorgebezirk Herz Jesu.
Die Benediktion erfolgte am 12. November 1939. Rektor Leo Appelrath (* 1908 in Köln-Klettenberg, † 1985 in Eschweiler) war erster Seelsorger des neuen Seelsorgebezirks ab März 1940. Von August 1952, als der Seelsorgebezirk zur Pfarrei erhoben wurde, bis August 1978 war er erster Pfarrer. Nach ihm ist die „Pfarrer-Appelrath-Straße“ benannt. 1950 wurde eine Orgel angeschafft, 1954 der Kindergarten errichtet, 1957 das Pfarrhaus gebaut, 1981 eine neue Orgel angeschafft und 1989 Pfarrheimräume im Keller der Kirche eingerichtet.
Anfang des 21. Jahrhunderts wurde die Pfarrei eine von vier katholischen Gemeinden der Gemeinschaft der Gemeinden (GdG) Eschweiler Mitte, dann Teil der Pfarre St. Peter und Paul.
Am 20. Juni 2015 wurde die Kirche entweiht. Der Grund dafür waren Budgetkürzungen. Seit dem 5. März 2020 steht die Herz-Jesu-Kirche unter Denkmalschutz.